# Białecki
Biełecki, Białecka – polskie nazwisko, w Polsce nosi je ponad 5000 osób.
Osoby noszące to nazwisko:
- Aleksander Białecki (ur. 1 stycznia 1929 we Włocławku, zm. 25 maja 2023 w Gdyni) – polski inżynier, dyrektor budowy Portu Północnego w Gdańsku.
- Antoni Białecki (ur. 11 czerwca 1836 w Warszawie, zm. 15 listopada 1912 w Jordanowicach koło Pruszkowa) – prawnik polski.
- Irena Wiszniewska-Białecka (ur. 1947) – polski prawnik, doktor habilitowany nauk prawnych, adwokat, sędzia Naczelnego Sądu Administracyjnego w latach 2001–2004.
- Ireneusz Białecki (ur. 1944) – polski socjolog, profesor nadzwyczajny Uniwersytetu Warszawskiego
- Małgorzata Białecka (ur. 1988 w Gdyni) – polska żeglarka.
- Michał Białecki (ur. 23 marca 1967 we Wrocławiu) – polski aktor, reżyser, producent.
- Róża Kolumba Białecka (ur. 23 sierpnia 1838 w Jaśniszczach, zm. 18 marca 1887 w Wielowsi) – założycielka klasztoru dominikanek w Polsce.
- Tadeusz Białecki (ur. 21 października 1933 w Lublińcu) – polski historyk, pracownik Uniwersytetu Szczecińskiego.